# Guter Groschen

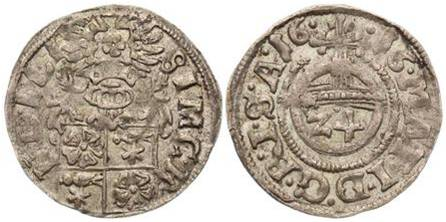
Guter Groschen (Reichstaler) von 1616, wegen des Reichsapfels auch Apfelgroschen genannt

Guter Groschen (auch Gutergroschen oder Gutegroschen, Abkürzung Ggr.) ist der Name der Groschen, die seit Ende des 16. Jahrhunderts 1⁄24 Reichstaler galten, im Gegensatz zu den leichteren Mariengroschen, die nur mit 1⁄36 Reichstaler bewertet wurden. Die Bezeichnung „Guter Groschen“ blieb bis zur Mitte des 19. Jahrhunderts geläufig.

## Münzgeschichte
Nach dem Kreisbeschluss von 1572 wurden die Groschen auf der Rückseite mit dem Reichsapfel versehen, von denen erst 21, dann 24 Stück einen Reichstaler ergaben. Diese sogenannten Apfelgroschen wurden hauptsächlich in Norddeutschland geprägt. In der Zeit der Geldverfälschung, der Kipper- und Wipperzeit, wurden sie verschlechtert. Nach Schließung der Kippermünzstätten wurden sie als „Gutegroschen“, im Wert erhöht, weitergeprägt. Der Groschenname sollte zunächst die Rückkehr zur Reichsmünzordnung und damit zu gutem Geld zum Ausdruck bringen. Anschließend wurde der Groschenname auch für die Groschen zu 1⁄24 Reichstaler geläufig, die bereits seit Ende des 16. Jahrhunderts geschlagen wurden.
Die Münzstände versuchten, die in ihrem Wert unbeständigen Mariengroschen durch den Guten Groschen zu 1⁄24 Reichstaler zu ersetzen, jedoch liefen sie als 1⁄36 Reichstaler weiter um.
In Salomon Haas leicht und deutlich erklärte Waaren-Calculation von 1769 ist am Beispiel Sachsens, Brandenburgs und Braunschweigs die Unterteilung der Münzsorten mit Guten Groschen angegeben:
Eintheilung der Brandenburgischen und Sächsischen Müntzen.
1 Rthl. hat 24 gute Groschen.
1 guter Groschen hat 12 Pfenning.
Eintheilung der Braunschweigischen Müntzen.
1 Rthl. hat 24 gute Groschen oder 36 Marien-Groschen.
1 guter Groschen hat 12 Pfenning.
1 Marien-Groschen hat 8 Pfenning.
[…] Die Eintheilung der Sächsischen Müntzen ist der Brandenburgischen gleich.
Die von Salomon Haas um 1769 genannte Unterteilung der sächsischen und brandenburgischen Münzen war zwar gleich, jedoch war der sächsische Taler zu 24 Guten Groschen ein fiktiver Rechnungstaler, während der preußische Reichstaler zu 24 Guten Groschen nach dem sogenannten Graumannschen Münzfuß ausgeprägt wurde (14 Stück aus der feinen Mark, Rauhgewicht 22,272 g, 750 ‰ Feingehalt, 16,704 g Feinsilber).
Das Königreich Hannover unterteilte den Taler noch bis Mitte des 19. Jahrhunderts in 24 Gute Groschen zu je 12 Pfennigen.

### 8 Gute Groschen des Preußenkönigs Friedrichs II.

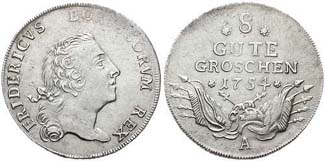
8 Gute Groschen (⅓ Reichstaler) Friedrichs II. (1740–1786) von 1754, Mzz. A, Münzstätte Berlin

Das 8-Gute-Groschen-Stück Friedrichs II. von Preußen ist ein Beispiel für die Ausgabe von Münzen mit der Aufschrift „Gute Groschen“.
Die Münze wurde in Berlin (A), Breslau (B),  Kleve (C), Aurich (D), Königsberg (E), Magdeburg (F) und Stettin (G) geprägt. In der Münzstätte Berlin mit Unterbrechung von 1753 bis 1763. Drei Stück der 8-Gute-Groschen-Stücke ergaben einen preußischen Reichstaler zu 24 Guten Groschen (Gutegroschen) = 288 Pfennige. Die Bezeichnung des nach dem 14-Taler-Fuß oder 21-Gulden-Fuß geprägten geringhaltigen preußischen Talers als Reichstaler wurde am Kaiserhof in Wien als Affront des Preußenkönigs empfunden. Der Reichstaler war bisher von allen Münzverschlechterungen im Wesentlichen verschont geblieben. Jedoch war die Münzreform von 1750, welche die Einführung des 14-Taler-Fußes beinhaltete, die wichtigste seit der Einführung des Talers. Danach musste der Reichstaler nicht mehr in Rechnungstaler und ausgeprägtem Talerstück unterschieden werden.
Acht Gute Groschen wurden zur klassischen Münzsorte des Siebenjährigen Krieges (1756–1763). Von 1756 bis 1763 wurden die Münzen schrittweise geringerwertig ausgebracht. Nach Beendigung des Krieges wurden die Kriegsprägungen in den Jahren bis 1770 wieder eingezogen.
Das silberne 8-Gute-Groschen-Stück, Durchmesser 32 mm, Gewicht 8,61 g, entsprach dem durchschnittlichen Wochensold eines preußischen Soldaten.

#### Beschreibung der Münze
- Vorderseite:

Kopfbild Friedrichs II. von Preußen, Titelumschrift FRIDERICUS BORUSSORUM REX (Friedrich II. König in Preußen)
- Rückseite:

8 / GUTE / GROSCHEN / 1754, Fahnen und Lanzen, darunter Münzzeichen A der Münzstätte Berlin

### 16 Gute Groschen des Königreichs Hannover

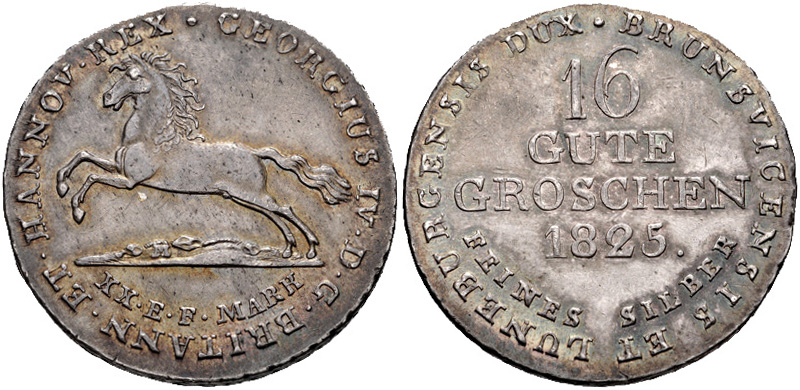
16 Gute Groschen (½ Konventionstaler) von 1825 König Georgs IV. von Großbritannien und Hannover

Ein weiteres Beispiel für die Ausgabe von Münzen mit der Aufschrift „Gute Groschen“ ist das 16-Gute-Groschen-Stück des Königreichs Hannover. Die Silbermünze wurde von 1820 bis 1834 unter Georg III. (1760–1820), Georg IV. (1820–1830) und Wilhelm IV. (1830–1837) als Könige von Großbritannien und Hannover in vielen Varianten geprägt. Das Königreich Hannover wurde zu dieser Zeit in Personalunion mit Großbritannien regiert. Auch bei diesen Konventionsmünzen geht der Groschenname auf die Restauration des Groschens nach der Kipper- und Wipperzeit (um 1623) zurück.
Gesetzliche Grundlage war der Konventionsfuß (1817–1834) zu 10 Talern (oder 20 Gulden) aus der feinen Mark. Die 16 Guten Groschen hatten den Wert eines halben Konventionstalers. Der Taler zu 24 Guten Groschen zu je 12 Pfennigen war eine Rechnungseinheit, die nicht durch Münzen vertreten war.
Das Nominal 16 Gute Groschen (= ½ Konventionstaler), Gewicht = 11,775 g, Feingewicht = 11,693 g, Feingehalt = 993,56 ‰ hat einen Durchmesser 30 mm.

#### Beschreibung der Münze
- Vorderseite:

Sachsenross nach links springend, auf dem Bodenstück befindet sich die Medailleursignatur M von Heinrich Ludwig Maas, der von 1815 bis 1831 in Hannover tätig war. Darunter: XX E(ine). F(eine). MARK. Umschrift: GEORGIUS IV. D(ei). G(ratia). BRITAN(niarium). ET. HANNOV(erae). REX.
- Rückseite:

Fortsetzung der Titelumschrift BRUNSVICENSIS ET LUNEBURGENSIS DUX, im Feld 16 / GUTE / GROSCHEN / 1825, darunter bogig FEINES SILBER.
(Georg IV. von Gottes Gnaden, König von Britannien und Hannover, Herzog zu Braunschweig und Lüneburg.)
Die Aufschrift FEINES SILBER sollte die Münze von geringerwertigen ähnlichen Geprägen unterscheiden.
Vom 16-Gute-Groschen-Stück sind moderne Nachprägungen bekannt.